# Іоаннідіс Арзуманідіс
Іоаннідіс Арзуманідіс (грец. ιωάννης αρζουμανίδης; нар. 22 жовтня 1986) — грецький борець вільного стилю і греплер, чемпіон світу з греплінгу за версією FILA, триразовий бронзовий призер чемпіонатів світу з вільної боротьби.

## Життєпис
Боротьбою почав займатися з 2000 року.
Виступав за борцівський клуб «Аристотель» Салоніки. Тренери — Петрос Трмандафіллідіс, Еонстантінос Сотіриадіс.

## Спортивні результати на міжнародних змаганнях

### Виступи на Чемпіонатах світу
| Змагання                         | Збірна | Вагова категорія               | Місце  |
| -------------------------------- | ------ | ------------------------------ | ------ |
| Чемпіонат світу з боротьби 2008  | Греція | греплінг без кімоно, до 125 кг | Бронза |
| Чемпіонат світу з боротьби 2009  | Греція | вільна боротьба, до 120 кг     | Бронза |
| Чемпіонат світу з боротьби 2010  | Греція | вільна боротьба, до 120 кг     | Бронза |
| Чемпіонат світу з боротьби 2011  | Греція | вільна боротьба, до 120 кг     | 9      |
| Чемпіонат світу з греплінгу 2012 | Греція | греплінг, понад 100 кг         | Золото |
| Чемпіонат світу з боротьби 2015  | Греція | вільна боротьба, до 125 кг     | 21     |

### Виступи на Чемпіонатах Європи
| Змагання                         | Збірна | Вагова категорія           | Місце |
| -------------------------------- | ------ | -------------------------- | ----- |
| Чемпіонат Європи з боротьби 2009 | Греція | вільна боротьба, до 120 кг | 5     |
| Чемпіонат Європи з боротьби 2010 | Греція | вільна боротьба, до 120 кг | 8     |
| Чемпіонат Європи з боротьби 2011 | Греція | вільна боротьба, до 120 кг | 5     |
| Чемпіонат Європи з боротьби 2014 | Греція | вільна боротьба, до 125 кг | 12    |
| Чемпіонат Європи з боротьби 2016 | Греція | вільна боротьба, до 125 кг | 13    |

### Виступи на Європейських іграх
| Змагання              | Збірна | Вагова категорія           | Місце |
| --------------------- | ------ | -------------------------- | ----- |
| Європейські ігри 2015 | Греція | вільна боротьба, до 125 кг | 10    |

### Виступи на інших змаганнях
| Змагання                                                         | Збірна | Вагова категорія                 | Місце  |
| ---------------------------------------------------------------- | ------ | -------------------------------- | ------ |
| Чемпіонат світу з боротьби серед студентів 2008                  | Греція | греко-римська боротьба, до 96 кг | Бронза |
| Середземноморські ігри 2009                                      | Греція | вільна боротьба, до 120 кг       | Срібло |
| Міжнародний меморіал Дейва Шульца 2010                           | Греція | вільна боротьба, до 120 кг       | Бронза |
| Турнір Г. Картозія і В. Балавадзе 2011                           | Греція | вільна боротьба, до 120 кг       | 5      |
| Меморіал Вацлава Циолковського 2011                              | Греція | вільна боротьба, до 120 кг       | 13     |
| Турнір Дмитра Коркіна 2011                                       | Греція | вільна боротьба, до 120 кг       | Бронза |
| Олімпійський кваліфікаційний турнір з боротьби 2012 (Софія)      | Греція | вільна боротьба, до 120 кг       | 8      |
| Олімпійський кваліфікаційний турнір з боротьби 2012 (Тайюань)    | Греція | вільна боротьба, до 120 кг       | 14     |
| Олімпійський кваліфікаційний турнір з боротьби 2012 (Гельсінкі)  | Греція | вільна боротьба, до 120 кг       | 5      |
| Турнір «Олімпія» 2014                                            | Греція | вільна боротьба, до 125 кг       | Золото |
| Гран-прі Парижа з боротьби 2015                                  | Греція | вільна боротьба, до 125 кг       | 8      |
| Середземноморський чемпіонат з боротьби 2015                     | Греція | вільна боротьба, до 125 кг       | Золото |
| Олімпійський кваліфікаційний турнір з боротьби 2016 (Зренянин)   | Греція | вільна боротьба, до 125 кг       | 5      |
| Олімпійський кваліфікаційний турнір з боротьби 2016 (Улан-Батор) | Греція | вільна боротьба, до 125 кг       | 5      |
| Олімпійський кваліфікаційний турнір з боротьби 2016 (Стамбул)    | Греція | вільна боротьба, до 125 кг       | 12     |

### Виступи на змаганнях молодших вікових груп
| Змагання                                       | Збірна | Вагова категорія                 | Місце |
| ---------------------------------------------- | ------ | -------------------------------- | ----- |
| Чемпіонат світу з боротьби серед юніорів 2005  | Греція | греко-римська боротьба, до 96 кг | 10    |
| Чемпіонат Європи з боротьби серед юніорів 2006 | Греція | греко-римська боротьба, до 96 кг | 8     |